# 梁榮武
梁榮武（英語：Leung Wing Mo，1951年11月8日—），香港氣象學家，前香港天文台助理台長，於2011年退休。他是「350香港」氣候發言人，亦是香港氣象學會的發言人。在天文台工作的時候，他與李偉才一同在1987年以第一代「天氣先生」的身份於亞洲電視報導天氣。此後，香港的其他電視台亦陸續開始有氣象專業天氣報導員在新聞環節前後報告天氣現況與預測。

## 背景

### 早年生活
梁榮武早年於九龍九龍寨城對面的培民村二區長大，家中共有五兄弟姊妹。父親是益豐搪瓷工廠的玻璃原料製作員。梁榮武畢業於福德學校（1963第10屆小六）。及後因父親任職的金錢牌熱水瓶工廠搬到荃灣，他隨家人移居蓮花山上的小屋一年且入讀荃灣官立中學（1963年入讀，1968年第3屆中五；1970年中七）。不過住了一年後因家人不想賣掉培民村的寓所，全家因此搬回該處生活。他就讀中學期間是籃球和游泳隊隊員，並在校內社際音樂比賽的男高音冠軍以及領袖生。而年少時曾與四名兄弟與父親一同到工廠大廈從事搬運工作。
他預科畢業後入讀香港中文大學，於1974年完成物理學學士學位。就讀大學時與前香港警務處處長李明逵為籃球校隊隊友。又曾經參與1973年中文大學第一屆游泳比賽大會，並以男子組五十公尺自由式第三名、一百公尺自由式第二名和二百公尺自由式第一名的成績完成賽事。此外，他亦是大學天文學會成員。梁榮武加入香港天文台前為一名中學物理、數學兼化學科教師，於聖文德書院任教。1978年取得香港中文大學教育文憑（主修物理科，教學實習表現優異）。

### 加入天文台與個人發展
梁榮武於聖文德書院執教了五年，之後考慮到授課時不善於控制聲線，以致聲音較易沙啞，便打算申請入職航空管制員，但因眼睛健康未達標而作罷。他不久於1979年由學校轉投香港太空館工作，並擔任助理館長，負責公眾教育；協助籌建太空館和在1981年至1982年參與製作香港首個天象節目。由於想要探索洞悉天機，而且胞兄弟妹曾在海外留學深造（其中三位兄弟更在外國大學取得博士學位）而自己亦嚮往到外地唸書。加上自覺不是寫天象節目文稿的材料，和想爭取更好的晉升機會，於是在1982年9月1日加入天文台任職科學主任，隨即獲得天文台保送到英國受訓，實現到外國學習的願望。還有，天文台的工作涉及較多科研項目；這對身為理科畢業生的梁榮武較為吸引，致使他由教師轉職為科學主任。
8年多後，他在1991年6月10日升為高級科學主任。在職期間，成為香港第一代電視台天氣報導員。事緣1985年瑞士日內瓦收集了全球電視台的天氣報告，然後把輯錄好的資料分派到各地讓不同地區觀摩；時任天文台台長岑柏因受到啟發，於是安排天文台的科學主任在鏡頭前報告天氣。結果，前天文台高級科學主任李偉才與梁榮武成為第一代「天氣先生」，於1987年在當時尋求改變的亞洲電視報告天氣情況。亞洲電視是香港首個與天文台合作作這類報導環節的電視台。由於亞洲電視自1995年起設立了錄影室製作電視節目，所以令「天氣先生」節省了不少製作和預備資料的時間。而梁榮武後來更與李偉才和林超英合稱為「天文台三子」。
梁榮武任職天文台助理台長前曾自我進修。他於1994年取得香港大學物理系碩士學位，其後在2003年修畢牛津大學格林坦普頓學院管理文憑。直至2009年4月獲晉升為天文台助理台長，並在2011年11月8日正式退休。他退休前是天文台輻射監測及評估科主管。

### 退休後動向
梁榮武曾擔任世界氣象組織氣候學委員會委員及氣候與健康專家組委員、世界氣象組織水文學委員會委員，以及東亞季風國際委員會（IPEAM）的委員，他於2012年獲政府頒發行政長官公共服務獎狀。退休後仍然致力於相關方面作出努力。自2012年起獲邀請，擔任香港理工大學土地測量及地理資訊學系客席教授。另外，又擔任香港大學房地產及建設系客座教授，香港中文大學物理系客座教授和香港城市大學專上學院 / 香港澳大利亞伍倫貢書院應用科技學部首席講師。梁榮武亦參與公共事務，獲政府委以公職。他於2013年至2019年擔任可持續發展委員會成員，及後在2014年開始擔任博物館諮詢委員會之下的科學博物館諮詢委員會委員 。
除此之外，他在2018年4月1日至2020年3月31日擔任博物館專家顧問（研究及教育）。由2014年起，他為香港電台第一台的節目《藍地球》發表與全球氣候相關和其他科學的作品，並在晴報的專欄刊登專欄文章。2017年和2018年，梁榮武先後成為環保團體「綠惜地球」和「環護教育基金會」的董事。由於梁榮武在核電和輻射領域的專業，他在2016年被邀請擔任廣東核電站安諮會委員，並於2019年被委任為該會副主席。梁榮武在2018年至2023年間接受無綫電視邀請，主持約共400集的天氣科普節目《武測天》及《武測天II》，並為該節目撰稿。由於梁榮武在應對天然災害有多年經驗，他在2023年獲香港紅十字會邀請，成為該會的策略委員會委員和董事會成員。

## 家庭生活
梁榮武已婚，婚後與妻子育有一名女兒。他曾居於九龍荔枝角。

## 參與節目
- 2005年：細看風雲（電台主持；香港電台）
- 2011年：沉沒的國度（香港電台）[45]
- 2013年：都市閒情（11月18日；無綫電視）[46]
- 2014年：氣象萬千IV（香港電台）[47]
- 2014年：來自火星的男人（香港電台）[48]
- 2016年：講清講楚（無綫電視）
- 2016年：兄弟幫（第1677、1678、1689、1694集；無綫電視）
- 2017年：兄弟幫（第1750、1751、1752、1873、1874、1903、1904、1938、1939、1940集；無綫電視）
- 2017年：講清講楚（無綫電視）
- 2018年：兄弟幫（第2097、2098、2146、2147集；無綫電視）
- 2018年：大鳴大放（now寬頻電視）[49]
- 2018年至2021年6月3日[50]：武測天（無綫電視）
- 2019年：兄弟幫（第2370集；無綫電視）
- 2021年7月20日：東張西望（講解「藤原效應」現象、無綫電視）
- 2021年8月13日：Think Big天地（無綫電視）
- 2022年：武．測天II（無綫電視）
- 2023年：香港飯局（第8集；無綫電視）
- 2023年：建島未來（無綫電視）
- 2023年：學是學非學環保（無綫電視）
- 2024年：地球大神秘（無綫電視）

## 個人創作
- 2015年：《香港颱風故事》（與蔡思行合著，ISBN 9789888290963）[51]

## 廣告
- 2019年：和興白花油
- 2019年：香港存款保障委員會
- 2020年至2022年：香港年金
- 2020年：On Excel Fine Wines
- 2021年：Ninety One晉達
- 2021年：AquaZn Nano Disinfection System
- 2023年：香港綠色建築週2023

## 外部連結
- 梁榮武的X（前Twitter）
- Webb-site Who's Who Leung, Wing Mo 梁榮武